# Mar-biti-apla-usur
Mar-biti-apla-usur (akad. Mār-bīti-apla-ușur, tłum. „(boże) Mar-biti syna strzeż!”) – król Babilonii, jedyny przedstawiciel tzw. dynastii elamickiej. Według Babilońskiej listy królów A i Kroniki dynastycznej panowaĉ miał przez 6 lat. Jego rządy datowane są na lata 985–979 p.n.e. Niewiele wiadomo o sytuacji w Babilonii za czasów jego panowania.